# Liriomyza paradigma
Liriomyza paradigma este o specie de muște din genul Liriomyza, familia Agromyzidae, descrisă de Erich Martin Hering în anul 1936.
Este endemică în Polonia. Conform Catalogue of Life specia Liriomyza paradigma nu are subspecii cunoscute.